# Glaucosoma
Glaucosoma is een geslacht van straalvinnige vissen uit de familie van Glaucosomatidae (Parelbaarzen). Het geslacht is voor het eerst wetenschappelijk beschreven in 1843 door Temminck & Schlegel.

## Soorten
- Glaucosoma buergeri Richardson, 1845
- Glaucosoma hebraicum Richardson, 1845
- Glaucosoma magnificum (Ogilby, 1915)
- Glaucosoma scapulare Ramsay, 1881